# Servicio Nacional de Aduanas
El Servicio Nacional de Aduanas (abreviado, SNA) es un servicio público chileno, que ejerce la función aduanera. Es un organismo de administración autónoma, y se relaciona con el presidente de la República a través del Ministerio de Hacienda. Tiene su sede principal en la ciudad puerto de Valparaíso.
Entre sus principales funciones está la vigilancia y fiscalización del paso de mercancías por las costas, fronteras y aeropuertos del país, la intervención en el tráfico comercial para la recaudación de los impuestos aplicados a la importación y exportación. Es una de las tres unidades que operan en las fronteras chilenas, además del Departamento de Extranjería y Policía Internacional de la Policía de Investigaciones de Chile (PDI), que realiza el control migratorio, y el Servicio Agrícola y Ganadero (SAG), que realiza el control fitozoosanitario.
Se rige por una ley orgánica, el Decreto con Fuerza de Ley N.º 329 de 1979, y por la Ordenanza de Aduanas, Decreto con Fuerza de Ley N.º 30 de 2004.

## Historia

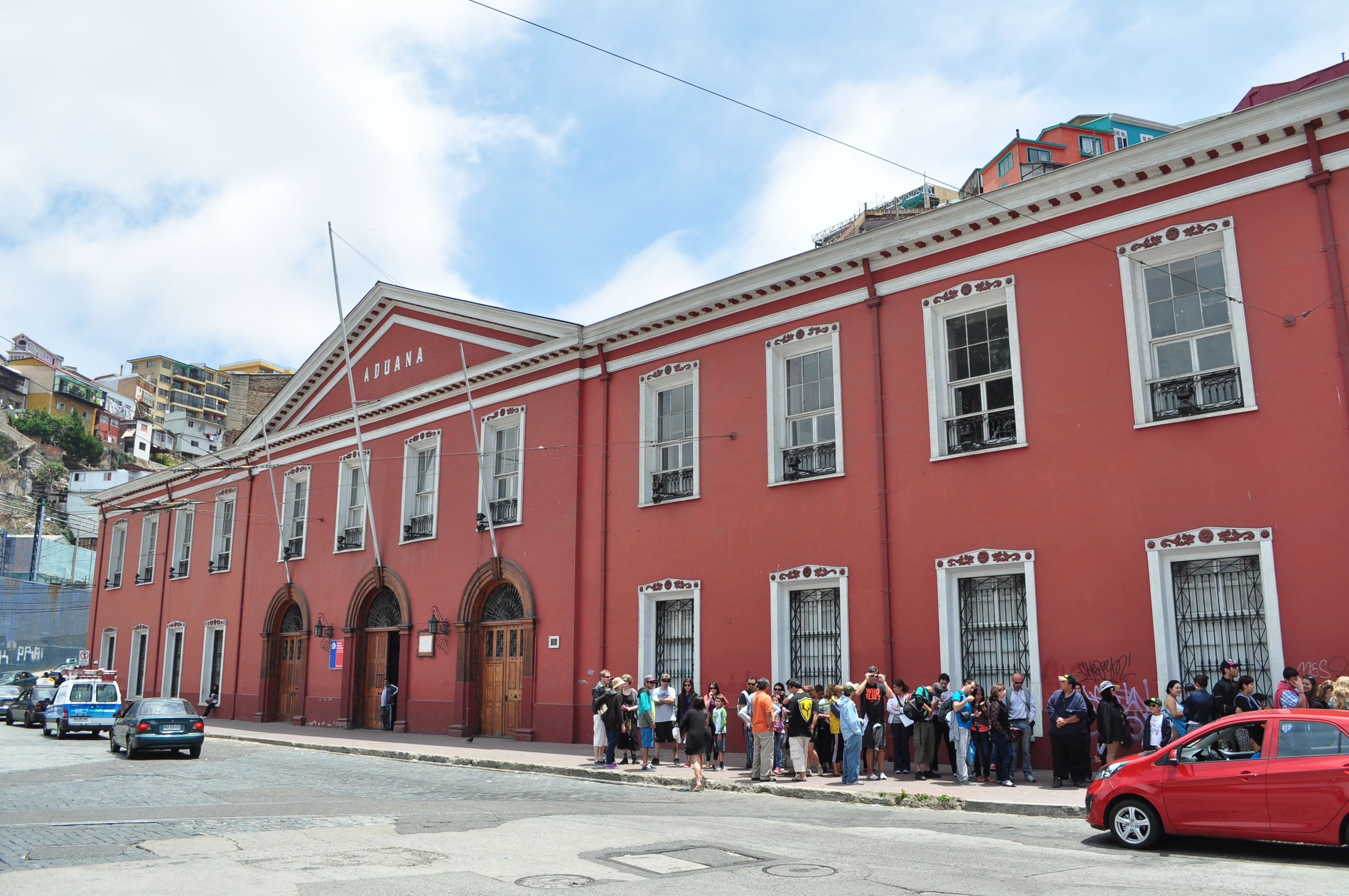
Antiguo Edificio de la Aduana de Valparaíso y actual Dirección Regional de Aduanas de Valparaíso.

### La Administración de Aduanas en el Chile colonial
En 1503, la Reina Isabel I de Castilla decidió establecer, en el incipiente Imperio español, la Casa de Contratación de Sevilla, también conocida como Aduana de Sevilla, a través de la cual se comenzaron a centralizar las mercancías que salían desde España hacia las nuevas colonias americanas, recientemente descubiertas por Cristóbal Colón en 1492. Hacia 1545 se estableció el impuesto aduanero del almojarifazgo, que estuvo vigente durante más de dos siglos, hasta que fue suprimido en 1783.
Poco antes del término del almojarifazgo, el Gobernador de Chile Agustín de Jáuregui estableció en 1774 la primera Aduana de Chile, y organizó la Administración de Aduanas, con sede principal en Santiago, y que se constituyó como el primer Servicio de Aduanas de Chile.

## Administración
Los últimos directores nacionales han sido los siguientes:
| Inicio          | Fin                | Nombre                             |
| --------------- | ------------------ | ---------------------------------- |
| agosto de 2022  | actualidad         | Alejandra Arriaza Loeb             |
| febrero de 2019 | marzo de 2022      | José Ignacio Palma Sotomayor       |
| septiembre 2018 | febrero de 2019    | Pablo Ibañez Beltrami (subrogante) |
| julio de 2017   | septiembre de 2018 | Claudio Sepúlveda Valenzuela       |
| febrero de 2016 | febrero de 2017    | Juan Araya Allende                 |
| marzo de 2014   | febrero de 2016    | Gonzalo Pereira Puchy              |
| julio de 2011   | marzo de 2014      | Rodolfo Álvarez Rapaport           |
| abril de 2011   | julio de 2011      | Juan Araya (interino)              |
| ~1973           | ~1990              | Patricio Cortés Chadwick           |